# New York City Rules
 (septembre 2020).
Les règles de la ville de New York (en anglais Rules of the City of New York, abrégées en RCNY) sont les règles qui définissent le fonctionnement municipal de la ville. Elles 
regroupe la compilation des règles et règlements (législation déléguée) des agences gouvernementales de New York (en),. Elles comprennent environ 6000 règles et règlements répartis dans 71 titres, chacun couvrant une agence municipale différente. The City Record (en) est le journal officiel de New York. Les règles peuvent également être consultées et le public peut commenter sur un site Internet dédié  aux règles de la ville. 
Le RCNY ne doit pas être confondu avec le New York City Administrative Code (en) (Code administratif de la ville de New York)

## Voir également
- Gouvernement de la ville de New York
- Codes, règles et règlements de New York, son équivalent pour l'État de New York